# Cléber Machado
Cléber Tadeu Machado (São Paulo, 29 de março de 1962) é um jornalista esportivo e locutor esportivo brasileiro. Atualmente é o principal narrador da Record, onde também divide o comando do Esporte Record com Paloma Tocci.

## Carreira
É formado em Jornalismo pela FMU.
Começou a carreira no fim da década de 1970, trabalhando na Rádio Bandeirantes e na Rádio Tupi com o incentivo do pai, Clodoaldo José Machado que era diretor artístico. No ano seguinte, foi para o Sistema Globo de Rádio, onde iniciou seu trabalho com o esporte na equipe de Osmar Santos.
Na televisão, começou na TV Gazeta e, posteriormente, na TV Globo Vale do Paraíba, de São José dos Campos. Em 1988, foi para a TV Globo São Paulo. Desde então participou da cobertura em rede de alguns dos mais importantes eventos esportivos do mundo, como Fórmula 1, Olimpíadas, Copas do Mundo, boxe internacional e Corrida de São Silvestre, entre outros. Até meados de 1989, Cléber Machado atuava como repórter, atuando também na locução de compactos de lutas de boxe e outros eventos esportivos que eram exibidos no programa Esporte Espetacular, na época exibido nas noites de domingo. Sua mudança para narrador ocorreu na Copa do Brasil do mesmo ano. Nos anos 1990, apresentava a edição paulista do Globo Esporte.
Na Fórmula 1 aconteceram algumas das narrações mais marcantes de sua carreira: a vitória de Nelson Piquet no Grande Prêmio da Austrália, encerramento da temporada 1990, a vitória de Ayrton Senna no Grande Prêmio de Mônaco de 1992 e principalmente o Grande Prêmio da Áustria de Fórmula 1 em 2002: após liderar a corrida desde o começo, Rubens Barrichello foi obrigado pela equipe Ferrari a ceder a vitória para Michael Schumacher, primeiro piloto da equipe. Entusiasmado com a iminente vitória do piloto brasileiro, Cléber recordou de episódios anteriores, quando Barrichello foi orientado a ceder posição para o colega de equipe. A expressão de frustração “Hoje não, hoje não... hoje sim!” até hoje uma de suas frases mais lembradas, mesmo não sendo um bordão recorrente.
Cléber narrou algumas conquistas importantes do esporte brasileiro: a medalha de ouro do judoca Rogério Sampaio nas Olimpíadas de Barcelona em 1992, o primeiro título do Brasil no Campeonato Mundial de Futebol Sub-17 em 1997, o Brasil campeão da Liga Mundial de Voleibol em 2004, o segundo título da seleção brasileira no Campeonato Mundial de Voleibol em 2006, o sétimo título mundial do Brasil na Copa do Mundo de Futsal em 2012, a medalha de ouro de Rafaela Silva nos Jogos Olímpicos do Rio em 2016 e a medalha de ouro de Isaquias Queiroz nos Jogos Olímpicos de Tóquio em 2021. Em dezembro de 1997, narrou pela primeira vez um amistoso internacional da Seleção Brasileira na vitória por 2 a 1 sobre a África do Sul.

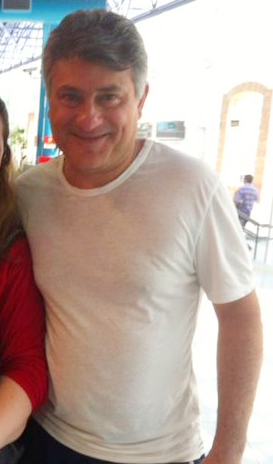
Cléber em 2012

Em 2004, Cléber Machado foi o apresentador do programa Arena SporTV, cargo que deixou em 2010, e também apresentava o bloco esportivo do SPTV, às segundas e quintas. Até 2023, era o narrador titular do futebol na TV Globo São Paulo. Narrou as Copas do Mundo de 1990 até a de 2022. Narrou também jogos do Campeonato Brasileiro, da Copa Libertadores, da Copa do Brasil e da Copa Sul-Americana, entre outros.
Ao lado de Maria Beltrão, foi responsável por narrar o desfile das escolas de samba do Rio de Janeiro entre 2001 e 2009, sendo transferido para narrar o Carnaval de São Paulo, ao lado de Mariana Godoy e Chico Pinheiro — fez a cobertura entre 2010 e 2013.
Em 2012, o narrador interpretou a si mesmo em alguns capítulos da novela Avenida Brasil. Nessa participação, narrava os jogos do Flamengo, time do personagem Tufão, interpretado por Murilo Benício.
Cléber narrou as finais da Libertadores em 2002, 2003, 2006, 2007, 2011, 2012 e 2013. Da Copa do Mundo de Clubes da FIFA de 2011 e da Copa do Brasil, em 1998, 2000, 2002, 2008, 2009, 2012, 2015 e 2020. da Liga dos Campeões da UEFA em 2013 e 2014. além dos jogos decisivos do Campeonato Brasileiro de Futebol em 1997, 2005, 2007, 2008, 2011, e de 2015 a 2018. Já foi colunista de esportes dos telejornais SPTV, Jornal da Globo, Hora Um da Notícia, e participou dos programas Seleção SporTV e do Bem, Amigos!, ambos do SporTV.
Em 22 de março de 2023, foi demitido da Globo após 35 anos. Seu último jogo narrado na emissora, foi a Supercopa do Brasil do mesmo ano entre Palmeiras x Flamengo, vencida pela equipe Alviverde.
Em 30 de março, Cléber Machado foi contratado pela RecordTV para transmissão dos dois jogos da final do Campeonato Paulista nos dias 2 e 9 de abril. A decisão foi entre Água Santa e Palmeiras, sendo outro torneio vencido pelo alviverde. Segundo a imprensa a contratação de Cléber Machado foi exclusivamente para a final do Paulistão.
Em 3 de abril, foi contratado pelo streaming Prime Video para a transmissão dos jogos da Copa do Brasil. No dia 1 de setembro, Cléber foi contratado pelo SBT, para fazer parte do elenco de narradores e apresentadores esportivos da emissora. Em 9 de outubro, passa a ser o apresentador do programa Arena SBT.
Um ano depois, em 5 de outubro de 2024, circulou pela imprensa a informação de que Cleber deixaria o SBT após ter fechado um novo acordo com a Record, sendo um dos principais narradores do Paulistão e do Brasileirão de 2025. No dia seguinte, a informação foi negada pelo mesmo em uma nota oficial publicada pelo SBT, porém, confirmou que realmente estaria em negociações com a concorrente. No dia 11, a emissora anuncia oficialmente a saída de Cléber, que ficaria no canal até a final da Copa Sul-Americana. No entanto, após o narrador ter participado de um evento publicitário da Record em 19 de novembro, chegando a gravar entrevista para o Jornal da Record, Machado teve a sua saída antecipada no SBT, ficando de fora da narração do jogo decisivo da Copa Sul-Americana e, consequentemente, sendo retirado do Arena SBT.

## Prêmios
Ganhou por três vezes tanto o Troféu Imprensa, quanto sete vezes o Prêmio Comunique-se, além de dez vezes o Troféu ACEESP (Associação dos Cronistas Esportivos do Estado de São Paulo), do qual integra o Hall dos Notáveis por chegar à conquista do Troféu em 10 ocasiões:
| Ano  | Prêmios                                                                    | Categoria         | Resultado | Ref.                 |
| ---- | -------------------------------------------------------------------------- | ----------------- | --------- | -------------------- |
| 1998 | Troféu ACEESP (Associação dos Cronistas Esportivos do Estado de São Paulo) | Narrador de TV    | Venceu    | [ 18 ]               |
| 1999 | Troféu Imprensa                                                            | Locutor Esportivo | Indicado  | [ 19 ]               |
| 2000 | Troféu ACEESP (Associação dos Cronistas Esportivos do Estado de São Paulo) | Narrador de TV    | Venceu    | [ 20 ]               |
| 2000 | Troféu Imprensa                                                            | Locutor Esportivo | Venceu    | [ 21 ]               |
| 2003 | Troféu Imprensa                                                            | Locutor Esportivo | Venceu    | [ 22 ]               |
| 2004 | Prêmio Comunique-se                                                        | Locutor Esportivo | Venceu    | [ 23 ]               |
| 2004 | Troféu ACEESP (Associação dos Cronistas Esportivos do Estado de São Paulo) | Narrador de TV    | Venceu    | [ 24 ]               |
| 2004 | Troféu Imprensa                                                            | Locutor Esportivo | Venceu    | [ 25 ]               |
| 2005 | Troféu ACEESP (Associação dos Cronistas Esportivos do Estado de São Paulo) | Narrador de TV    | Venceu    | [ 26 ]               |
| 2006 | Prêmio Comunique-se                                                        | Locutor Esportivo | Venceu    | [ 27 ] [ 28 ] [ 29 ] |
| 2006 | Troféu ACEESP (Associação dos Cronistas Esportivos do Estado de São Paulo) | Narrador de TV    | Venceu    | [ 30 ]               |
| 2007 | Troféu ACEESP (Associação dos Cronistas Esportivos do Estado de São Paulo) | Narrador de TV    | Venceu    | [ 31 ]               |
| 2008 | Prêmio Comunique-se                                                        | Locutor Esportivo | Venceu    |                      |
| 2008 | Troféu ACEESP (Associação dos Cronistas Esportivos do Estado de São Paulo) | Narrador de TV    | Venceu    | [ 32 ]               |
| 2009 | Troféu ACEESP (Associação dos Cronistas Esportivos do Estado de São Paulo) | Narrador de TV    | Venceu    | [ 33 ]               |
| 2010 | Troféu ACEESP (Associação dos Cronistas Esportivos do Estado de São Paulo) | Narrador de TV    | Venceu    | [ 34 ]               |
| 2011 | Troféu ACEESP (Associação dos Cronistas Esportivos do Estado de São Paulo) | Narrador de TV    | Venceu    | [ 35 ]               |
| 2015 | Prêmio Comunique-se                                                        | Locutor Esportivo | Venceu    | [ 36 ]               |
| 2017 | Prêmio Comunique-se                                                        | Locutor Esportivo | Venceu    | [ 37 ]               |
| 2019 | Prêmio Comunique-se                                                        | Locutor Esportivo | Indicado  | [ 38 ]               |
| 2021 | Prêmio Comunique-se                                                        | Locutor Esportivo | Indicado  | [ 39 ]               |